# نیوتاون، شهرستان ال دورادو، کالیفرنیا
نیوتاون (به انگلیسی: Newtown) یک منطقهٔ مسکونی در ایالات متحده آمریکا است که در شهرستان ال دورادو، کالیفرنیا واقع شده‌است. نیوتاون ۴ نفر جمعیت دارد و ۷۴۶ متر بالاتر از سطح دریا واقع شده‌است.